# Битва у Корсакова
Бой у Корсакова — морской бой Русско-Японской войны, состоявшееся 7 (20) августа 1904 года. Японцам удалось сорвать попытку прорыва русского крейсера «Новик» к  Владивостоку, для присоединения к русским силам, после того, как Первая Тихоокеанская эскадра рассеялась в ходе битвы в Жёлтом море. Во время бункеровки «Новика» в Корсакове, на острове Сахалин к месту подошёл японский крейсер «Цусима» . После попытки побега и боя с «Цусимой», экипаж «Новика» затопил своё судно прежде, чем «Цусима» и вновь прибывший крейсер «Читосэ» смогли одержать победу над русским кораблём.
Бой описан в романе А.Н. Степанова «Порт-Артур» и в романе Пикуля «Каторга».